# Fillmore East

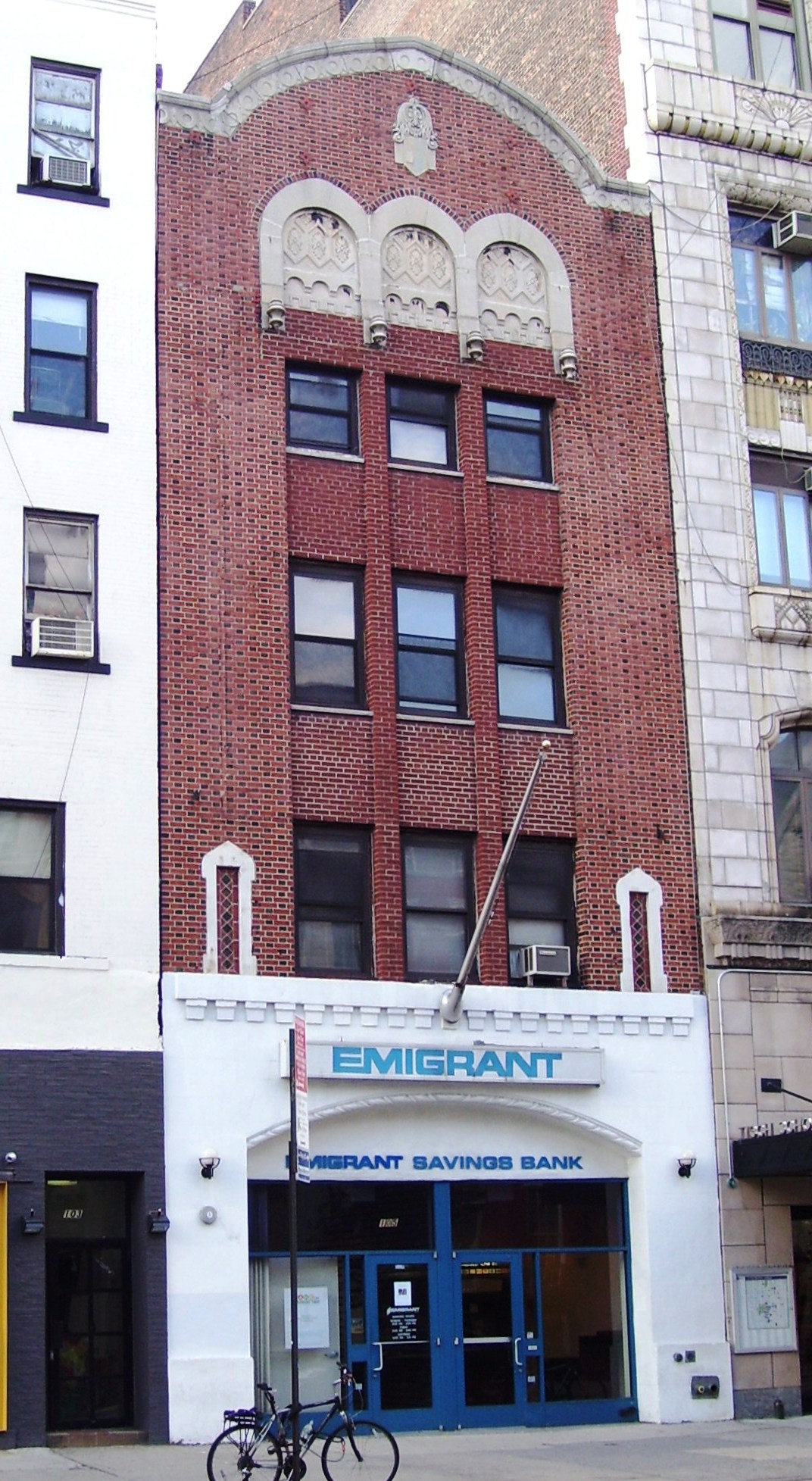
Budova, ve které klub sídlil

Fillmore East byl hudební klub, specializující se převážně na rockové koncerty. Byl otevřen 8. března 1968 a uzavřen 27. června 1971. Klub sídlil v New Yorku a podporoval ho Bill Graham. V tomto klubu vzniklo mnoho koncertních alb, mezi které patří například At Fillmore East (The Allman Brothers Band), Miles Davis at Fillmore: Live at the Fillmore East (Miles Davis), Live at the Fillmore East 2-11-69 (Grateful Dead), Band of Gypsys (Jimi Hendrix), Performance Rockin' the Fillmore (Humble Pie), Sweeping Up the Spotlight (Jefferson Airplane), The Real Thing (Taj Mahal), Live at the Fillmore East December 1969 (The Nice), Live Johnny Winter And (Johnny Winter) nebo Fillmore East - June 1971 (The Mothers) a mnoho dalších.